# Eli Rodríguez
Elizabeth «Eli» Rodríguez (Guadalajara, Jalisco; 24 de julio de 1991) es una artista marcial mixta mexicana que compite en la división de peso mosca femenino de Legacy Fighting Alliance. Anteriormente, fue la campeona de peso paja de LUX Fight League.

## Carrera de artes marciales mixtas

### LUX Fight League
El 29 de noviembre de 2019, Eli Rodríguez debutó en la promoción en su evento LUX 007 ante Alejandra Orozco. Perdió la pelea por decisión unánime.
Eli Rodríguez se enfrentó a Yessica Ortega el 7 de mayo de 2021 en LUX 013. Ganó la pelea por decisión unánime.
Eli Rodríguez se enfrentó a Daniela Villasmil el 15 de octubre de 2021 en LUX 017. Ganó la pelea por decisión dividida.

#### Campeonato de Peso Mosca de LUX
Para el evento LUX 028 el 18 de noviembre de 2022, Eli Rodríguez fue programada para enfrentar a la campeona de peso mosca Victoria Alba. En una pelea muy disputada, ella termina coronándose como la nueva monarca mosca de LUX al noquear a Alba en el segundo asalto.
En su primera defensa titular, Eli Rodríguez se enfrentó a Fernanda Muñoz el 6 de octubre de 2023 en LUX 036. Perdió la pelea por decisión unánime, lo que marcaría el final de un reinado de 322 días.

### Legacy Fighting Alliance
Más de un año después de su ultima pelea, Eli Rodríguez hizo su debut para la LFA el 6 de diciembre de 2024 enfrentándose a Mariana Poltronieri Piccolo en LFA 198. Ganó la pelea por decisión unánime.
Eli Rodríguez se enfrentó a Cheyanne Bowers	el 18 de abril de 2025 en LFA 207. Perdió la pelea por sumisión en el primer asalto.

## Récord en artes marciales mixtas
| Récord profesional | Récord profesional | Récord profesional |
| 7 peleas           | 3 victorias        | 4 derrotas         |
| ------------------ | ------------------ | ------------------ |
| Nocaut             | 1                  | 0                  |
| Sumisión           | 0                  | 1                  |
| Decisión           | 2                  | 3                  |

| Resultado | Récord | Oponente                    | Método              | Evento  | Fecha                   | Ronda | Tiempo | Localización                | Notas                                               |
| --------- | ------ | --------------------------- | ------------------- | ------- | ----------------------- | ----- | ------ | --------------------------- | --------------------------------------------------- |
| Derrota   | 3–4    | Cheyanne Bowers             | Sumisión (armbar)   | LFA 207 | 18 de abril de 2025     | 1     | 4:41   | Sioux Falls, Dakota del Sur |                                                     |
| Victoria  | 3–3    | Mariana Poltronieri Piccolo | Decisión (dividida) | LFA 198 | 6 de diciembre de 2024  | 3     | 5:00   | Commerce, California        |                                                     |
| Derrota   | 3–2    | Fernanda Muñoz              | Decisión (unánime)  | LUX 036 | 6 de octubre de 2023    | 5     | 5:00   | Guadalajara                 | Perdió el Campeonato de Peso Mosca Femenino de LUX. |
| Victoria  | 2–2    | Victoria Alba               | TKO                 | LUX 028 | 18 de noviembre de 2022 | 2     | 2:39   | Monterrey                   | Ganó el Campeonato de Peso Mosca Femenino de LUX.   |
| Derrota   | 1–2    | Daniela Villasmil           | Decisión (dividida) | LUX 017 | 15 de octubre de 2021   | 3     | 5:00   | Monterrey                   |                                                     |
| Victoria  | 1–1    | Yessica Ortega              | Decisión (unánime)  | LUX 013 | 7 de mayo de 2021       | 3     | 5:00   | Monterrey                   |                                                     |
| Derrota   | 0–1    | Alejandra Orozco            | Decisión (unánime)  | LUX 007 | 29 de noviembre de 2019 | 3     | 5:00   | Monterrey                   |                                                     |